# NGC 1390
NGC 1390 (również PGC 13386) – galaktyka spiralna z poprzeczką (SBa), znajdująca się w gwiazdozbiorze Erydanu. Została odkryta w 1886 roku przez Franka Mullera. Galaktyka ta należy do gromady w Erydanie.